# Incubus (banda)
Incubus es una banda de rock alternativo estadounidense. La banda se formó en 1991 por el vocalista Brandon Boyd, el guitarrista principal Mike Einziger y el baterista José Pasillas mientras estudiaban en la preparatoria de Calabasas. Posteriormente, se expandió para incluir al bajista Alex "Dirk Lance" Katunich y a Gavin "DJ Lyfe" Koppel; estos dos últimos fueron reemplazados por el bajista Ben Kenney y DJ Kilmore, respectivamente. Nicole Row reemplazó a Kenney en 2024.
Incubus ha alcanzado un gran éxito comercial, alcanzando ventas multiplatino y lanzando varios sencillos exitosos. Tras sus dos primeros álbumes Fungus Amongus (1995) y S.C.I.E.N.C.E. (1997), la banda alcanzó el reconocimiento general con el lanzamiento de su álbum Make Yourself (1999), que generó varios éxitos, incluyendo su canción más popular, "Drive". El éxito continuó con los álbumes Morning View (2001) y A Crow Left of the Murder... (2004). Su sexto álbum de estudio Light Grenades (2006), debutó en el número 1 y fue seguido por el primer álbum de grandes éxitos Monuments and Melodies (2009), y el septimo álbum de la banda If Not Now, When? (2011). Ellos también lanzó un EP, Trust Fall (Side A), a principios de 2015, y dos años después, la banda lanzó su octavo álbum de estudio titulado 8 (2017). Un segundo EP, Trust Fall (Side B), fue lanzado el 17 de abril de 2020. A octubre de 2022, Incubus ha generado 12,4 millones de unidades de consumo de álbumes en Estados Unidos y más de 23 millones de discos en todo el mundo.
En 2003, la banda establece la fundación "Make Yourself Foundation" para donar dinero a fundaciones de beneficencia.

## Historia

### Primeros años yFungus Amongus(1991-1997)
Incubus se forma en un garaje de Calabasas, California en enero de 1991. Empezaron tocando en pequeños clubes y fiestas, para saltar a telonear a todo un elenco de bandas consagradas de Hollywood como Poison.
En el año 1990 Jose Pasillas (Percusión) conoce a Mike Einziger (guitarrista) quien pasaba la mayor parte de su tiempo tocando la guitarra y a Alex Katunich (bajo) quien había participado en una banda de jazz de la cual lo expulsan por no saber leer partituras. Los tres deciden juntarse a tocar por diversión versiones de Megadeth y Metallica. En muy poco tiempo logran hacerse conocidos en el barrio, pero, faltaba un vocalista. Es por ello que logran convencer a Brandon Boyd, quien era amigo desde primaria de Mike Einziger y que tenía un gran talento vocal.

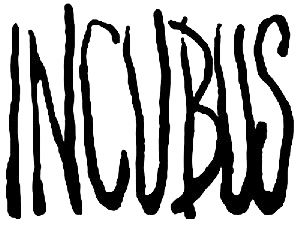
Logo

Juntos decidieron convertirse en una banda y dejar atrás las versiones para empezar con canciones propias. Su primera canción, «Love Sick», tenía un sonido que muchos destacan como “semi-Incubus” pero con más influencias de funk y thrash metal. Además de «Love sick» componen canciones como: «Purple Kool-Aid», «Sylvester Polyester», «My Soul (The Underground)», y «The Milkman Song». Después, en 1991, la banda comenzó a tocar en fiestas, la primera de ellas para una amiga llamada Kirsten. Para entonces, el grupo no contaba con nombre y debían escoger uno de una vez. Brandon sugirió que sea un nombre raro como Spiral Staircase o Chimera, luego Alex sugirió Chunk-O-Funk. Pero Mike trajo un diccionario, encontró la palabra Incubus (En la Europa Medieval, un íncubo, era un demonio masculino (la contraparte del Súcubo), que visitaba a las mujeres en sus sueños, y después de seducirlas, tenías relaciones sexuales con ellas en esos sueños. Las mujeres que caían víctimas del íncubo, no podrían pararse.Otra leyenda dice, que les quitaban el alma, mediante el sexo. La víctima del íncubo, podía quedar embarazada, y el hijo crecía como un humano normal, solo que desarrollando habilidades mágicas. Al crecer, el niño podría convertirse en un poderoso Hechicero o en un ser de gran maldad. Una vieja leyenda dice, que el Hechicero Merlín, era el producto de la unión de un Íncubo con una Monja.
La demonología dice que el íncubo y el súcubo, son ángeles caídos), y leyó la definición. A los demás les agradó y les pareció interesante tener una banda con ese nombre pues tenía una connotación sexual. El día de la fiesta de Kristen fue un desastre para el grupo, pues varias cosas no funcionaron.
Posteriormente Brandon Boyd logra sacar su licencia de conducir a los 16 años y la banda logra participar cada vez en más fiestas y clubes, logrando un poco de fama que es interrumpida por un tiempo en el cual Mike decide ir a probar suerte a la banda de Alanis Morissette, quien en ese momento, aún era desconocida en el mundo de la música. Este distanciamiento fue provechoso para la banda, ya que esta regresa con más ganas de tocar y concretar sus planes. Es por ello, que al tiempo lanzaron su primer demo llamado Closet Cultivation. La banda, que hasta ese momento estaba grabando sus demos en una máquina casera, conoce a Mark Shoffner, un mánager que les ofrece un estudio para grabar sus canciones sin contratos de por medio, así logran lanzar el demo Incubus y luego (10 meses más tarde) graban con Jim Wirt en Santa Mónica, California su primera producción bajo sello el independiente, Stopuglynailfungus Music on Chillum. El lanzamiento fue el 1° de noviembre de 1995 y se llamó Fungus Amongus.
Luego de esto, se integra Dj Lyfe a la banda y esta logra firmar con Inmortal Records. El 7 de enero de 1997 lanzan Enjoy Incubus que contiene temas del Fungus Amongus y 2 temas nuevos, que cuentan con la participación de Dj Lyfe.

### S.C.I.E.N.C.E.yMake Yourself(1997-2001)

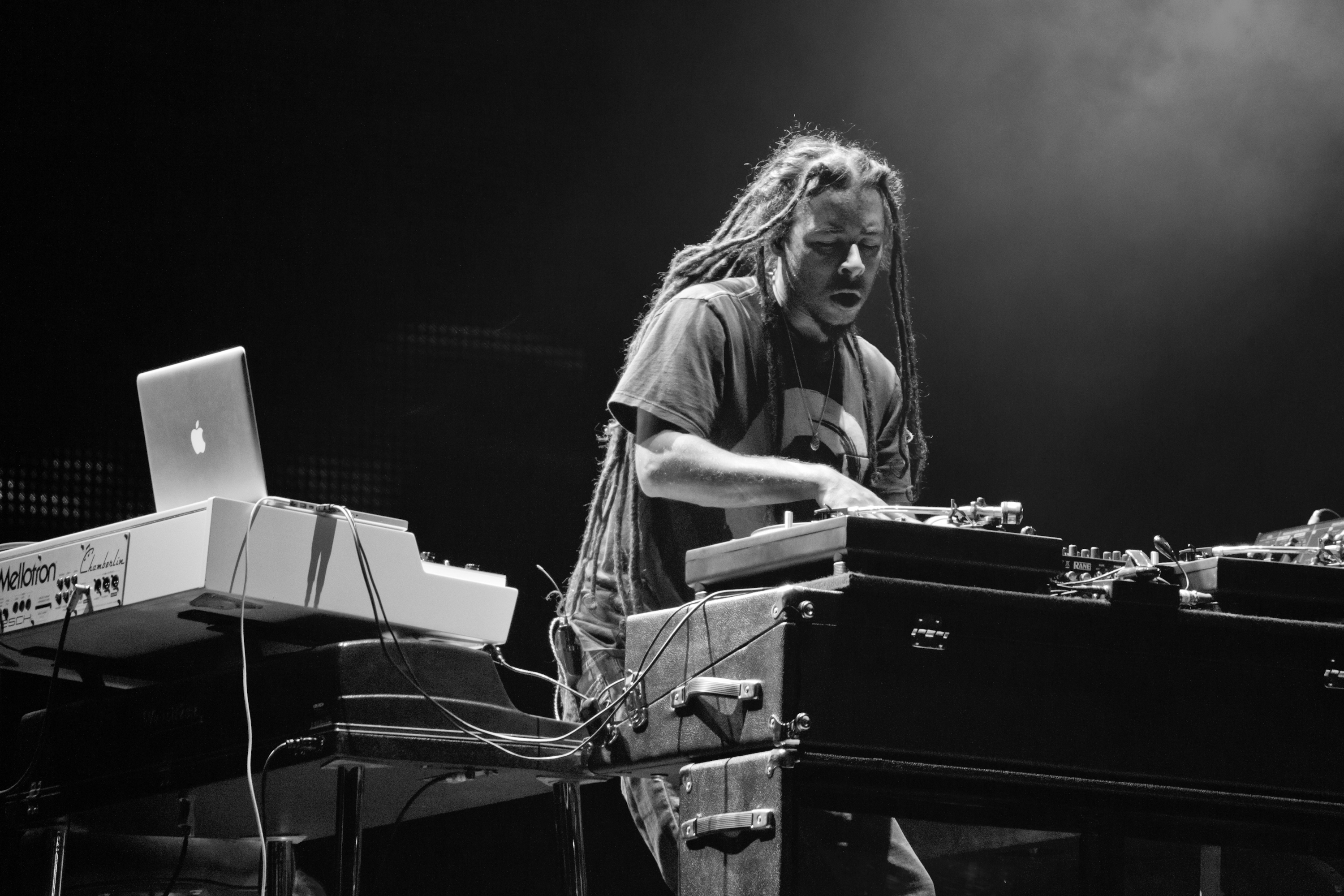
Chris Kilmore, quien se unió a la banda en 1998.

El disco, llega a manos de KoRn, quienes deciden invitar a Incubus para que estos teloneen en su gira por Europa. Esta gira logra que Incubus vaya consiguiendo lentamente la fama que tanto esperaba dentro de la industria de la música, aprovechando esto, lanzan el 9 de septiembre de 1997 el disco S.C.I.E.N.C.E, el cual es promocionado en una pequeña gira, que los lleva posteriormente a un tour con 311 y Sugar Ray. Esta gira en principio se planeó solo para los Estados Unidos, pero debido al gran éxito, esta se extiende hacia algunos países de Europa. El éxito está llegando lentamente a la banda. Después de algunos problemas y discrepancias con Dj Lyfe, este se va de la banda, entrando en reemplazo el Dj Chris Kilmore. Aprovechando el buen momento que viven posterior a una gira con Sugar Ray y 311, Incubus comienza una nueva etapa iniciando diversas presentaciones, entre ellas: con Limp Bizkit y Cold, la participación en el Ozzfest ’98 y el Family Values, donde se presentan con la canción «New Skin».
A continuación de sus giras, Incubus decide tomar un pequeño receso para comenzar a trabajar en su nuevo disco el cual lanzan el 26 de octubre de 1999. Este, llevará el nombre de Make Yourself y será el trabajo que llevará a la banda a una fama de nivel mundial logrando disco de oro en abril del 2000 (teniendo 500.000 copias vendidas) con sencillos como «Pardon Me», «Stellar» y «Drive»
El 22 de agosto de 2000 lanzan un disco acústico llamado When Incubus Attacks Volume 1 el que alcanza las 40.000 ventas en su primera semana. Vuelven a participar en el Ozzfest y comienzan a realizar diversos shows acústicos. Esto servirá de mucho para la banda, ya que el 5 de octubre de 2000, su disco Make Yourself logra Disco de Platino alcanzando el 1.000.000 de copias. Incubus está logrando la fama que jamás habían pensado, sus fanes comienzan a demandar de una forma increíble su primer disco Fungus Amongus que habían realizado de forma independiente. Es por ello que deciden relanzar este disco el 7 de noviembre de 2000, finalizando el año con un concierto acústico navideño.

### Morning View(2001-2003)
En el año 2001, Incubus decide dirigirse a un estudio en Malibu (California, Estados Unidos), para comenzar la grabación de un nuevo disco. Paralelamente, Make Yourself les sigue otorgando conquistas en la industria musical, llegando en julio a doble platino (2.000.000 de copias). La banda decide salir de gira con Hoobastank y lanzar el primer sencillo “Wish you were here” de su nuevo disco Morning View (el nombre se lo otorgan debido a que la calle en donde vivieron mientras producían el disco se llamaba así), llegando a los primeros puestos en los charts y además lanzando el video en MTV. El disco, es lanzado el 23 de octubre de 2001 y posteriormente lanzan el sencillo “Nice to know you” que recibe una gran acogida por parte de los fanes.
El 11 de diciembre de 2001 producen su primer DVD oficial, When Incubus Attacks vol. 2 que contiene videoclips de sus grandes éxitos de los discos S.C.I.E.N.C.E. y Make Yourself y un acústico. El 28 de mayo de 2002 lanzan su 2.º DVD Morning View Sessions que es un extracto de sus más grandes éxitos grabado en su mansión en Malibu, California, además de estar paralelamente filmando para MTV videos como “Diario de Incubus” o “Cribs” en donde muestran su hogar.
Seguido de esto, su bajista Dirk Lance (Alex Katunich) decide partir de la banda debido a “Diferencias musicales”, entrando en su reemplazo Ben Kenney, quien tiene un gran currículum que le llama la atención a Boyd y el resto, en donde destacan principalmente su participación en: The Roots, Faith Hill, Bubba Sparxxx, Blackalicious, Super Grub (actualmente Division Group). Además de esto, Ben Kenney, Mike Einziger y José Pasillas trabajan en el proyecto paralelo Time Lapse Consortium al cual lo denominan simplemente un “Show” o terapia de relajo.
Además de esto en este periodo, crean “The Make Yourself Foundation”, organización sin fines de lucro que junta fondos para ir en ayuda de los más necesitados tanto en Estados Unidos y el mundo, financiándola a través de la donación de ingresos concebidos por tours, subastas en línea, pases para conocer a la banda, entre otras actividades.

### A Crow Left Of The MurderyLight Grenades(2004-2007)

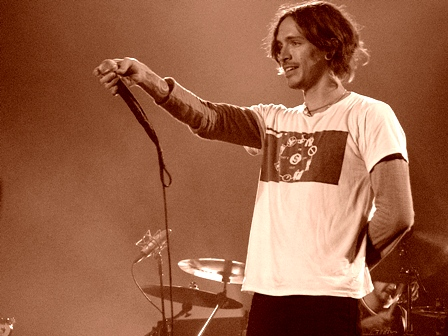
Boyd en San Sebastián, España. (2004).

Ya con nuevo bajista, se internan nuevamente en los estudios para trabajar en su 5.º producción que es lanzada el 3 de febrero de 2004 con el nombre de “A Crow Left Of The Murder”. Su primer sencillo es “Megalomaniac”, el cual produce polémica debido a su letra y el contenido del videoclip, en el que muestran imágenes de Adolf Hitler y Bush. Tiempo después Brandon Boyd aclararía en diversas entrevistas que la letra “Viene de un personaje de la película “Three Amigos”, que se llamaba “El guapo” el cual se destacaba por ser malévolo”, en otras sostiene que la escribe pensando “en un compañero de escuela que se creía lo máximo y no era ni Jesús, ni siquiera Presley” pero, que no tenía ni un problema en que asociaran esa canción con Bush, por el contrario, le parecía fantástico. Además de Megalomaniac, lanzarían sencillos como “Talks Show on Mute”, “A crow left Of the murder”, entre otros. En ese mismo año, Boyd, se lesiona el tendón de Aquiles jardineando y tiene que ser intervenido, colocándole un “Pie biónico, como la mano de Skywalker” como comentaba mitad en broma, mitad en serio en diversas entrevistas. El mismo 2004 además, lanzan su tercer DVD “Alive at Red Rocks” en el que además de mostrar el concierto en aquel lugar, la banda se muestra realizando actividades para su fundación “Make Yourself”.
Luego de estar realizando giras y participar en diversos festivales, deciden (al igual que en sus otros discos) dejar sus presentaciones en vivo para comenzar a trabajar en su último disco Light Grenades que muestra a la banda mucho más madura tanto en sus letras, como también en la composición de su música. Su nombre es otorgado principalmente con el fin de demostrar que mediante el intelecto y la creatividad se puede terminar con el odio y todos los males que afectan a la humanidad. Este disco es lanzado el 28 de noviembre de 2006 y su objetivo es mostrar su trabajo en un tour mundial, la cual es interrumpida a mediados de marzo debido a una complicación en el tendón de la mano izquierda (túnel carpiano) de Mike Einziger (guitarrista) quien tiene que ser intervenido y por ende las fechas del tour mundial (incluidos los conciertos en Latinoamérica) son aplazados hasta la recuperación de Mike. En su recuperación comienza a escribir sinfonías y a estudiar música, y es en mayo de 2007 que se muestra ya intervenido en KROQ's Weenie Roast & Fiesta 2007 junto con Brandon Boyd e “Ithacapella”.
Se presentan en Argentina, Brasil, Chile (donde también se agregó otra fecha 8 de octubre en el Arena de Santiago, debido a la alta venta de entradas en el primer concierto, ya que el primer concierto en Chile era el martes 9 de octubre, se agregó este segundo concierto un día antes del oficial), México, Colombia y Venezuela; Al mismo tiempo, Incubus es premiado por Environmental Media Association (EMA), destacando su labor y cuidado hacia el medio ambiente. Así también, el grupo asiste en 2008 a Costa Rica, en donde hicieron una presentación de sus éxitos en el "Festival Imperial", organizado por la compañía Cervecería de Costa Rica, evento que se ha realizado en varios ocasiones con artistas de clase mundial.
El 27 de noviembre de 2007 lanza su último DVD: “Look Alive” en el cual muestran parte de su gira mundial y la operación de Einzinger.

### Descanso y futuro (2008)
En junio del 2008, el líder y vocalista Brandon Boyd dijo a Billboard.com que el grupo tomará un descanso de conciertos y grabaciones, mientras que sus miembros se dedican más a la escuela, familia y otras actividades. Boyd planea inscribirse a un programa del arte en la universidad, mientras que el guitarrista Mike Einziger estudiara ciencias en la universidad de Harvard y asistirá a una escuela para estudiar composición de música. Einziger también está preparando un concierto orquestal en UCLA en el salón Royce el 23 de agosto de este año. José Pasillas será padre, así que entonces con muchas actividades normales actualmente, Boyd dijo. "Tenemos pensado que no estaría nada mal desaparecer por un año o dos” además dijo “Mucha gente piensa que la cultura cambia muy rápido y tienes que estar constante para recordarle a la gente que estas presente, pero estoy en desacuerdo ahí, no hay prisa alguna”.

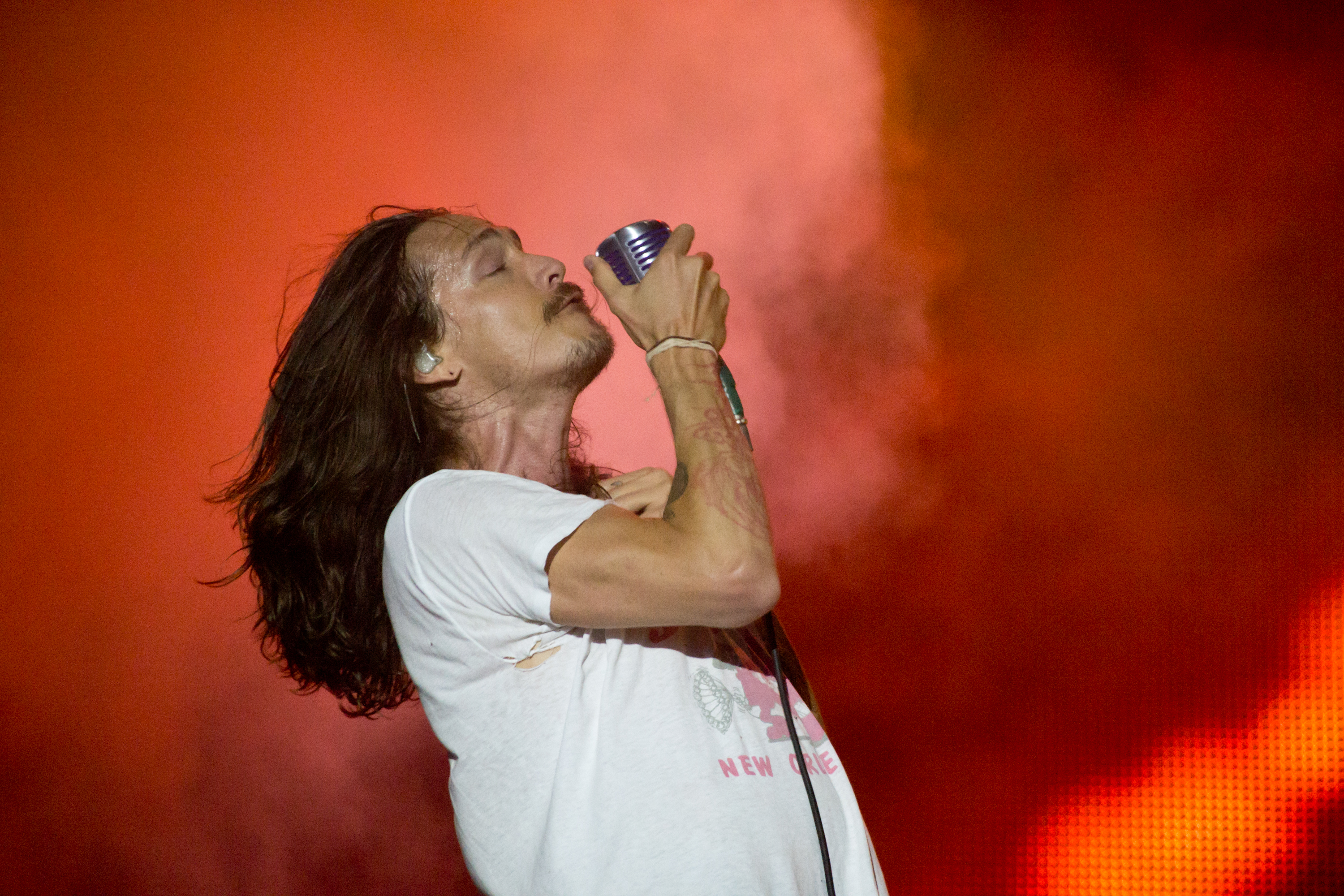
Boyd en 2012.

Con fecha 16 de junio de 2009 se edita en los Estados Unidos el álbum Monuments and Melodies. Se trata de una edición doble, de la que el primer álbum se compone de una selección de sus grandes éxitos y el segundo de una serie de temas inéditos y versiones alternativas de temas conocidos. Entre los mismos también se incluyen dos nuevos temas, producidos por Brendan O´Brien, "Black Heart Inertia" y "Midnight Swim", siendo el primero de ellos editado como sencillo.

### If Not Now, When?(2010-2013)
Es el nuevo álbum de la banda californiana Incubus, se dio la noticia el 4 de abril en la página oficial tanto como en su página de Facebook, como un aviso de la publicación del sencillo «Adolescents» en la página oficial, además de un video donde Mike confirma la noticia. Recientemente ha salido a la luz otro video, «Promises, Promises», que con el cual previamente la banda lanzó un concurso de versiones por su canal de YouTube y la página oficial, gracias a que Mike publicó la partitura de la canción para que los fanes lo interpretaran a su gusto.

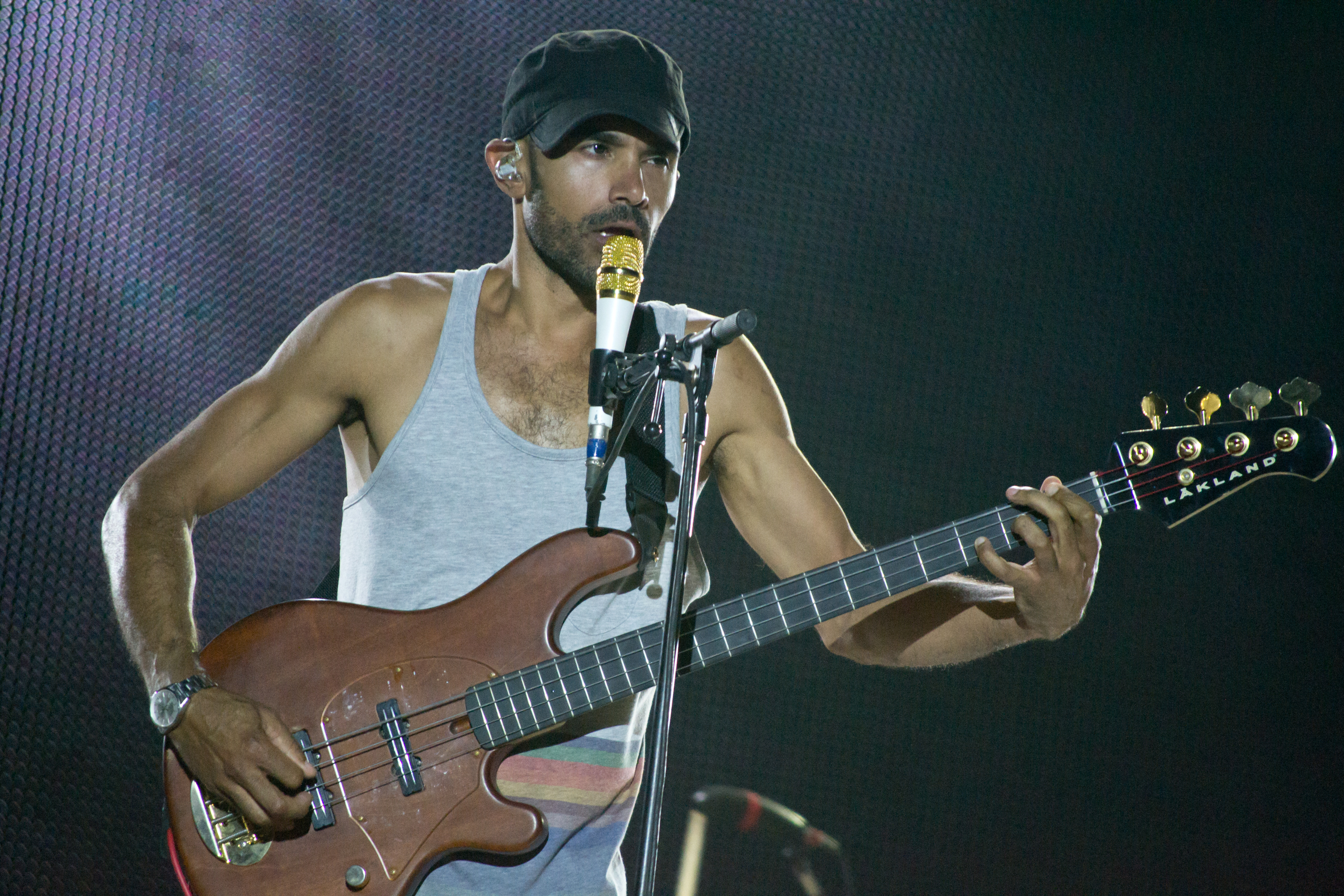
Ben Kenney en 2012.

La banda estuvo desde la quincena de junio hasta, según se supone, la fecha del lanzamiento del álbum, emitiendo por su canal en Livestream.com, una serie de conciertos en línea en vivo, donde el grupo tocó varias de sus canciones de varios álbumes, además de primicias del nuevo álbum y un jamming acompañados por Suzie Katayama en el violín.

### Trust Fall(2015-2016)
El día 18 de diciembre, Incubus volvía a los escenarios desde que lo hicieran por última vez en diciembre de 2014 en KROQ's Almost Acoustic Christmas, donde tocaron una nueva canción llamada "Trust Fall"
El día 5 de febrero se lanzaba el primer sencillo de "Trust Fall", llamado "Absolution Calling". El disco será lanzado en un formato de dos EP, siendo el primero "Trust Fall (Side A)", el cual saldrá a venta el día 12 de mayo.

### 8(2017-2020)
La banda se reunió en 2016 para comenzar la producción de 8, asistida en edición y producción por Skrillex. Para dar a luz a su más reciente disco titulado 8, por ser el octavo disco de estudio de su carrera como banda, el cual fue lanzado el 21 de abril, después de mucho trabajo y mucho amor como lo comentaron posteriormente ellos mismos, es producto de su “crisis de la edad media” y de que estuvieron en “un lugar obscuro” sin hacer música por mucho tiempo.
Si bien es un álbum muy diferente en sonido y producción a los hechos anteriormente, este tiene todos bastante grunge, electrónicos, entre ellos una canción de broma de menos de un minuto con letra bizarra, que es atractivo por la novedad y su impecable ejecución. Dando fuerza a su identidad como banda y como están tomando los nuevos tiempos a su favor.
El álbum 8, se situó en el n.º 1 en Billboard en mayo del 2017 dentro de la categoría de rock y el n.º 4 en categoría mundial. Debutando con 49,000 copias vendidas en su primera semana de vida. Su primer sencillo “Nimble Bastard” alcanzó quinto lugar en el ranking dentro de su categoría, marcando el primer top 10 del grupo desde “Anna Molly”.
En 2017 comenzaron una gira por el sur de América lo que los llevó a un concierto en Chile concretado el 26 de septiembre de ese año.

### Salida de Kenney yMorning View XXIII(2023-presente)
La banda volvió a hacer giras en 2023; Kenney se vio obligado a no participar en el ciclo de gira de 2023 después de someterse a una cirugía para extirpar un tumor cerebral; Tal Wilkenfeld se hizo cargo del bajo hasta marzo y Nicole Row a partir de marzo. El 5 de agosto, la banda anunció el lanzamiento de Morning View XXIII, una regrabación completa de su álbum de 2001 que Virgin Music lanzará el 6 de octubre (pospuesto hasta principios de 2024). Simultáneamente anunciaron un concierto en el Hollywood Bowl donde presentarían Morning View en su totalidad, con el apoyo de Paris Jackson y Action Bronson, para el mismo día.
En febrero de 2025 se presentaron en el LXIV Festival Internacional de la Canción de Viña del Mar, donde recibieron las Gaviotas de plata y de oro.

## Influencias
Influenciados por The Police, Red Hot Chili Peppers, Faith No More, Rage Against The Machine, Soundgarden, Primus, Mr Bungle, Alice In Chains y Nirvana. Han influido mucho en la escena alternativa. Una de sus principales características es la capacidad de combinar jazz y funk con sonidos contundentes de guitarras, siendo capaces de mantener una gran intensidad y unas complejas melodías en cada una de las líneas instrumentales y de voz.
Incubus es una banda que en cada álbum cambia muy versátilmente en cuestión musical, pues no se puede comparar su primer disco con el último pues comenzaron con un funk metal con algunos rapeos en su debut para después cambiar hacia una combinación de nu metal con funk rock en lo que se clasificarían con unas de las bandas de metal alternativo más importantes de finales de los 90s para después tener un sonido más suave pero siguiendo siendo experimental y novedoso en lo que podemos definir como rock alternativo / experimental. En sus cambios se percibe una gran evolución tanto en interpretación como en la composición de su música: esto es lo que los hace más atractivos en la industria musical.

## Miembros

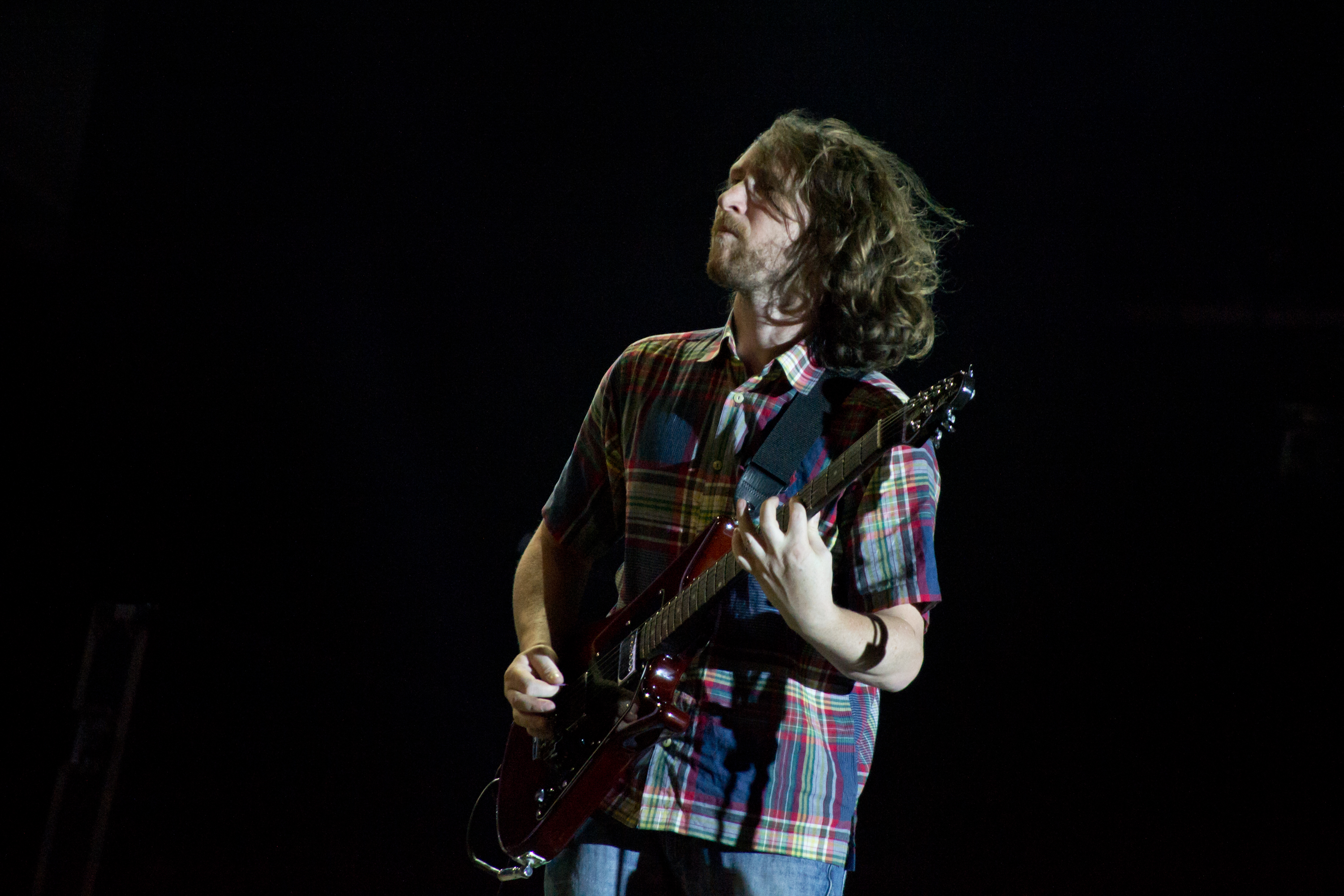
Mike Einzinger en 2012

| Miembros actuales - Brandon Boyd - voz principal, guitarra rítmica, percusión (1991–presente) - Mike Einziger - guitarra, piano, tercera voz (1991–presente) - José Pasillas - batería (1991–presente) - Nicole Row - bajo, segunda voz (2023–presente) - Chris Kilmore - órgano, teclado, tornamesa, melotrón, piano (1998–presente) | Miembros anteriores - Dirk Lance - bajo (1991–2003) - Gavin Koppell - teclado, tornamesa (1995–1998) - Ben Kenney - bajo, segunda voz (2003–2023) |

## Discografía
Álbumes de estudio
- 1995: Fungus Amongus
- 1997: S.C.I.E.N.C.E.
- 1999: Make Yourself
- 2001: Morning View
- 2004: A Crow Left of the Murder...
- 2006: Light Grenades
- 2011: If Not Now, When?
- 2017: 8